# Marie-Louise Hartz Krogager
Marie-Louise Hartz Krogager (født 21. juni 1989 i København) er en cykelrytter fra Danmark, der kører for Team Sydbank Quooker Njord Law.

## Karriere
Da Hartz Krogager kørte for Ordrup Cycle Club brugte hun Zwift som en del af træningen. Da landet blev lukket ned på grund af corona, begyndte hun også at køre løb på den virtuelle platform. Det endte op i at hun blev udtaget til at repræsentere Danmark ved VM i e-cykling 2020.
Året efter vandt hun sammen med holdkammeraterne fra Ordrup sølv ved DM i holdløb. Mod slutningen af 2021 blev hun flere gange inviteret med til løb og træning sammen med Team ABC Dame Elite, hvilket resulterede i at hun fra 2022 blev en fast del af holdet. I august 2022 kørte hun sit første World Tour-løb, da hun var en del af det danske landshold ved Tour of Scandinavia 2022. Her udgik hun på femte og sidste etape. Nogle måneder senere ved DM i holdløb 2022 vandt hun igen sølvmedalje, men denne gang med ABC damerne. 
I maj 2023 vandt hun to ud af tre afdelinger ved Campione Pinse Cup, og blev også samlet vinder af løbsserien. Måneden efter kom Marie-Louise Hartz Krogagers største individuelle resultat, da hun ved DM i landevejscykling i Aalborg vandt sølvmedalje i linjeløbet. Her blev hun kun overgået at udlandsprofesionelle Rebecca Koerner fra Uno-X Pro Cycling Team, mens ABC-holdkammerat Amalie Kvist Nybroe tog sig af bronzemedaljen i samme tid som Krogager. Marie-Louise Hartz Krogager havde slet ikke regnet med et så stort resultat, da hun to uger før mesterskabet brækkede hånden, og klippede gipsen af umiddelbart før løbet. I august 2023 skulle  hun igen repræsentere det danske landshold ved World Tour-løbet Tour of Scandinavia. Hun endte på en samlet 92. plads ud af 94 fuldførende ryttere.
Efter to år hos ABC skiftede hun i 2024 til det nyetablerede DCU Elite Team, Team Sydbank BACH Advokater.

## Meritter
2021
Vinder af Vejle Løbet
2. plads, DM i holdløb
2022
Samlet vinder af Youth Tour
Vinder af 3. etape
Vinder af 1. afdeling ved Campione Pinse Cup
2. plads, DM i holdløb
2023
 Samlet vinder af Campione Pinse Cup
Vinder af 1. og 2. afdeling
2. plads, DM i linjeløb
2. plads, Nakskov CC enkeltstart
3. plads samlet ved 3 Dage i Nord
Vinder af 1. etape